# Paulistana
Paulistana is een gemeente in de Braziliaanse deelstaat Piauí. De gemeente telt 20.390 inwoners (schatting 2009). De plaats ligt aan de Canindé.

## Aangrenzende gemeenten
De gemeente grenst aan Jacobina do Piauí, Acauã, São Francisco de Assis do Piauí en Betânia do Piauí.

## Verkeer en vervoer
De plaats ligt aan de wegen BR-407 en PI-142.